# EnXross
enXross(エンクロス)は、東京ドームシティ発のエンターテインメントとイノベーションの交差点をテーマにした国際的プロジェクト。

## 第1回 enXross AWARD/EXHIBITION
受賞者 。
- 最優秀賞／WORK STYLING賞／INFORICH賞
  - 『MACHIWABI（マチワビ）』 - MeTown株式会社（田中 一弘）
- 優秀賞
  - NFT GO（Dan Zajac）
- 優良賞／東京ドーム特別賞
  - 0xPass（Krish Chelikavada）
- 優良賞／TECHFUND賞
  - RNS.ID（Albert Brown）
- 優良賞／GlobalLogic Japan賞
  - XANA（Rio Takeshi Kubo）
- 優良賞／モンスターラボホールディングス賞／アイドマ・ホールディングス賞
  - 個人（下元　翔太郎）